# Thomas Müller
Thomas Müller (Weilheim, 13 de setembre de 1989), és un futbolista alemany que juga de volant ofensiu o davanter al FC Bayern de Múnic. Tot i que va debutar en l'equip principal durant la temporada 2008-2009, jugant uns quants partits, a causa de les lesions dels seus companys, va ser en la temporada 2009-2010, on va aparèixer amb més notorietat, ocupant un lloc fix en la davantera del club bavarès, fins i tot jugant com un centrecampista més. Louis Van Gaal, tècnic llavors del FC Bayern de Múnic va dipositar tota la seua confiança en aquest jove, cosa que va provocar una gran evolució seua sent una promesa del futbol alemany.

## Característiques
Posseeix una gran control de la pilota, una gran habilitat per a les passades, a més gran destresa per a les rematades de llarga-mitjana distància.

## Trajectòria

### Selecció alemanya
Ha estat internacional amb la selecció de futbol d'Alemanya. Va fer el seu primer gol per la selecció Alemanya en el mundial de Sud-àfrica 2010 davant Austràlia.
El 8 de maig de 2014 va ser inclòs pel seleccionador alemany Joachim Löw a la llista preliminar de 30 jugadors per la fase final del mundial de 2014. Posteriorment, el juny de 2014 fou ratificat com un dels 23 seleccionats per representar Alemanya a la Copa del Món de Futbol de 2014 al Brasil. En el seu debut al mundial 2014 va marcar tres gols contra Portugal, en un partit que acabà 4-0 a favor dels alemanys.
L'11 de juliol de 2014 la FIFA va anunciar la seva inclusió entre els deu candidats a la Pilota d'Or al Millor Jugador del Mundial (els guanyadors de les Pilotes d'Or, Plata i Bronze als tres millors jugadors del Mundial del Brasil serien anunciats el dia 14, un dia després de la disputa de la final del Mundial a l'estadi de Maracaná).

### Participacions en Copes del Món
| Mundial                        | Seu        | Resultat    |
| ------------------------------ | ---------- | ----------- |
| Copa del Món de Futbol de 2010 | Sud-àfrica | Tercer lloc |
| Copa del Món de Futbol de 2014 | Brasil     | Primer lloc |

### Bayern de Múnic
Müller s'uní al Bayern de Múnic en el 2000, amb 10 anys. Va debutar amb l'equip de reserva al març de 2008 en un partit de contra el SpVgg Unterhaching. Va marcar en el seu debut, i va fer dues aparicions més en la temporada 2007-08, abans de ser descartat per una lesió.
Va fer el seu debut en la Lliga de Campions de la UEFA el 10 de març de 2009 en el partit entre el Bayern de Múnic i Sporting de Portugal, reemplaçant als 72 minuts a Bastian Schweinsteiger. Müller va marcar en el minut 90 el 7 a 1 definitiu.
El 25 de maig de 2013 formà part de l'equip titular del FC Bayern de Múnic que esdevingué campió de la Lliga de Campions de la UEFA 2012-13 en derrotar el Borussia de Dortmund a la final.
El 21 de desembre de 2013 formà part de l'equip titular del FC Bayern de Múnic que esdevingué campió del Campionat del Món de Clubs de futbol 2013, a Marràqueix, Marroc, en derrotar per 2-0 el Raja Casablanca.

## Clubs
| Club                  | País     | Any              | Partits | Gols |
| --------------------- | -------- | ---------------- | ------- | ---- |
| FC Bayern de Múnic II | Alemanya | 2008-2009        | 32      | 15   |
| FC Bayern de Múnic    | Alemanya | 2009- actualitat | 27      | 13   |

## Estadístiques
| Club           | Temporada | Bundesliga | Bundesliga | Copa   | Copa | Champions League | Champions League | Total  | Total |
| Club           | Temporada | Partit     | Gols       | Partit | Gols | Partit           | Gols             | Partit | Gols  |
| -------------- | --------- | ---------- | ---------- | ------ | ---- | ---------------- | ---------------- | ------ | ----- |
| Bayern Munchen | 2008/2009 | 4          | 0          | 0      | 0    | 1                | 1                | 5      | 1     |
| Bayern Munchen | 2009/2010 | 34         | 13         | 5      | 4    | 11               | 2                | 50     | 19    |
| Bayern Munchen | Total     | 38         | 13         | 5      | 4    | 12               | 3                | 55     | 20    |

## Palmarès
Fußball-Club Bayern München
- 2 Campionats del Món de Clubs: 2013,[10] 2020
- 2 Lligues de Campions de la UEFA: 2012-13, 2019-20
- 2 Supercopes d'Europa 2013,[11][12] 2020
- 12 Lligues alemanyes: 2009-10, 2012-13, 2013-14, 2014-15, 2015-16, 2016-17, 2017-18, 2018-19, 2019-20, 2020-21, 2021-22, 2022-23
- 6 Copes alemanyes: 2009-10, 2012-13, 2013-14, 2015-16, 2018-19, 2019-20
- 8 Supercopes alemanyes: 2010, 2012, 2016, 2017, 2018, 2020, 2021, 2022

Selecció alemanya
- 1 Copa del Món: 2014